# キーロン・フォノティ
キーロン・フォノティ（Kieron Fonotia、1988年2月2日 - ）は、タスマンに所属するラグビーユニオン選手。

## プロフィール
- ニュージーランド・クライストチャーチ出身。
- ポジションはウィング(WTB)、センター(CTB)。
- 身長 185cm、体重 105kg
- サモア代表キャップは12(2020年5月現在）でワールドカップ2019のサモア代表に選ばれた[1]。

## 略歴
タスマン、クルセイダーズ、オスプリーズを経て、2018年、スカーレッツに加入。
2020年、タスマンに復帰。